# Biskupice koło Kluczborka
Biskupice koło Kluczborka – przystanek kolejowy w Biskupicach, w województwie opolskim, w Polsce.

## Ruch pasażerski
| Rok  | Wymiana pasażerska na dobę |
| ---- | -------------------------- |
| 2017 | 0-9                        |
| 2022 | 0-9                        |